# Werkstattplanung
Die Werkstattplanung ist ein Teil der Bauplanung.
Grundlage der Werkstattplanung ist die Ausführungsplanung, die hauptsächlich der Herstellung von Bauteilen und Bauelementen in stationären Vorfertigungsbetrieben dient. Die vorgefertigten Bauteile und Bauelemente werden auf der Baustelle montiert. Ergebnis der Werkstattplanung sind Werkstattpläne, auch Werkstattzeichnungen genannt, Stück- und Montagelisten.
Typische Beispiele für eine notwendige Werkstattplanung sind die Produktion von Betonfertigteilen in Fertigteilwerken oder die Herstellung von Stahlbauteilen, aus denen später ein Stahlbau errichtet wird.
Die Werkstattplanung wird in der Regel durch die ausführenden Unternehmen erstellt, da spezifische Kenntnisse der Fertigungsanlagen und der Fertigungsprozesse notwendig sind.
In Bauverträgen wird häufig vorgesehen, dass die Werkstattplanung durch den Auftraggeber (Bauherrn) freigegeben werden muss.

### Aufsätze
Jens Greskamp: Ausgewählte Probleme der Werkstattplanung im Stahlbau. In: Zeitschrift Baurecht. 2008, S. 1806 ff.